# ضفدع شمالي نمري
ضفدع شمالي النمري (الاسم العلمي: Rana pipiens) (بالإنجليزية: Northern leopard frog)‏ هو نوع من البرمائيات يتبع جنس الضفدع الحقيقي من فصيلة الضفادع الحقيقية.